# Marcus Annius Libo (Suffektkonsul)
Marcus Annius Libo († ca. 163 in Syrien) war ein römischer Politiker und Senator Mitte des 2. Jahrhunderts.
Libo war der Sohn des gleichnamigen Konsuls des Jahres 128 und Onkel des Kaisers Mark Aurel sowie der Rupilia Faustina. Durch Militärdiplome, die z. T. auf den 8. Februar 161 datiert sind, sowie durch eine Inschrift, die auf den 26. April 161 datiert ist, ist belegt, dass Libo 161 zusammen mit Quintus Camurius Numisius Iunior Suffektkonsul war; die beiden Konsuln traten ihr Amt vermutlich am 1. Februar des Jahres an. Danach war er im Jahr 162 Legat der Provinz Syria, wo er um 163 unter ungeklärten Umständen starb.
Er hatte wahrscheinlich einen sonst nicht näher bekannten Sohn namens Marcus Annius Libo, der seinerseits wahrscheinlich Vater des Marcus Annius Flavius Libo war, Konsul des Jahres 204. Seine Tochter Annia Fundania Faustina heiratete den Suffektkonsul des Jahres 151 Titus Pomponius Proculus Vitrasius Pollio, mit dem sie einen Sohn namens Titus Fundanius Vitrasius Pollio und eine Tochter namens Vitrasia Faustina hatte.